# 474640 Alicanto
474640 Alicanto (designação provisória: 2004 VN112) é um objeto separado (porque o seu periélio é superior a 40 UA). Ele nunca fica mais perto do Sol do que 47 UA (sobre a borda externa principal do Cinturão de Kuiper) e com uma distância média de mais de 300 UA do Sol. Sua grande excentricidade orbital sugere fortemente que foi gravitacionalmente espalhado em sua órbita atual. Pois, assim como todos os objetos separados, esse corpo celeste está atualmente fora da influência gravitacional do planeta Netuno, como ele veio a ter essa órbita ainda é algo que não foi possível ser explicado. Ele só foi observado 25 vezes ao longo de 4 oposições. Só para comparar, o possível planeta anão Sedna já foi observado 88 vezes. Sedna e (148209) 2000 CR105 têm órbitas semelhantes (com periélio superior a 40 UA e semieixo maior que ultrapassa 200 UA). Ele possui uma magnitude absoluta de 6,4 e tem um diâmetro estimado de cerca de 231 km para 315 km. O astrônomo Mike Brown lista este corpo celeste em sua página na internet como um candidato a possível planeta anão.

## Descoberta
474640 Alicanto foi descoberto no dia 6 de novembro de 2004.

## Características físicas e orbitais
474640 Alicanto foi observado pelo Telescópio Espacial Hubble em novembro de 2008. O mesmo chegou ao seu periélio (maior aproximação do Sol), em 2009, e está atualmente a 47,5 UA em relação ao Sol.
O astrônomo Mike Brown lista o mesmo em seu site como um possível planeta anão, ele tem um diâmetro de 315 km com base em um suposto albedo de 0,04. O seu albedo é esperado para ser baixo, porque o objeto tem uma cor azul (neutro). Mas se o albedo for maior, o objeto pode facilmente ser apenas metade desse tamanho.
474640 Alicanto é um dos 12 objeto separado no Sistema Solar que tem um semieixo maior acima de 150 UA, um periélio além de Netuno, e um argumento de periélio de 340 ± 55°. Destes, apenas seis, incluindo 474640 Alicanto, tem periélios atualmente além da influência de Netuno.